# Svenska Aero Jaktfalken
Der Svenska Aero Jaktfalken (deutsch Jagdfalke) war ein gegen Ende der 1920er Jahre entwickeltes schwedisches Jagdflugzeug in Doppeldecker-Auslegung. Das Flugzeug wurde anfangs von Svenska Aero gebaut, später vom Nachfolgeunternehmen ASJA.

## Entwicklung
Der Jaktfalken wurde von Svenska Aero als private Entwicklung konstruiert. Die Firma fragte zunächst bei der schwedischen Luftfahrtbehörde nach Richtlinien und Wünschen für die Entwicklung eines Jagdflugzeuges. Da jedoch keine Antwort kam, betrachtete man ausländische Konstruktionen die als Vorlage dienen sollten.
Der Jaktfalken war ein konventioneller Doppeldecker, der mit einem 9-Zylinder-Sternmotor Armstrong Siddeley Jaguar angetrieben wurde. Das Fahrgestell war nicht einziehbar und am Heck war lediglich ein fester Sporn angebracht. Das Rumpfgerüst war mit Stoff bespannt. Die Front und das Heck des Rumpfes waren mit Aluminium beplankt. Der Treibstofftank, mit einer Kapazität, welche für 2,5 Stunden Flugzeit ausgelegt war, befand sich zwischen Motor und Cockpit.
Die Erprobung wurde auf der Luftwaffenbasis Barkarby, bei Stockholm durch Nils Söderberg durchgeführt. Nach einem seiner Flüge soll er gesagt haben, dies wäre das beste Flugzeug gewesen, dass er bis zu diesem Zeitpunkt geflogen hätte.
Am 11. November 1929 wurde der Jaktfalken Repräsentanten der Regierung und der Presse vorgestellt. Die schwedische Luftfahrtbehörde entschied drei Jaktfalken sowie drei britische Bristol Bulldog II für Vergleichsflüge zu bestellen.
Der Prototyp wurde am 9. Januar 1930 von der Schwedischen Luftwaffe gekauft und erhielt die Bezeichnung J 5. Im Februar 1930 entschied die Luftfahrtbehörde den Bristol Jupiter als Standardtriebwerk der schwedischen Luftwaffe zu erklären. Der Konstrukteur Carl Clemens Bücker war gezwungen, die beiden bereits bestellten Flugzeuge zu modifizieren, eine neue Triebwerksbefestigung zu entwickeln und den Rumpf zu überarbeiten. Diese Flugzeuge wurden als Svenska Aero Jaktfalken I (bzw. J 6 innerhalb der schwedischen Luftwaffe) bezeichnet. Im Laufe des Jahres 1930 folgte eine weitere Bestellung für 5 Flugzeuge mit Jupiter VII Motoren. Bei den Versuchsflügen traten starke Vibrationen auf. Sowohl Svenska Aero als auch die Centrala Flygverkstaden i Västerås (CFV) der Luftwaffe versuchten erfolglos dieses Problem zu beseitigen. Dennoch wurde das Flugzeug von der schwedischen Luftwaffe genehmigt. Bücker und CFV begannen nach der Auslieferung das Fahrwerk und den Rumpf zu überarbeiten. Der Flugzeugrumpf bekam eine kantigere Form und der Jupiter VIIF wurde als Triebwerk ausgewählt. Die schwedische Luftwaffe erhielt 1932 zwei Jaktfalken II in dieser Ausführung.
Svenska Aero bemühte sich sehr, Exportkunden für den Jaktfalken zu gewinnen. Militärrepräsentanten aus Brasilien und Japan kamen um das Flugzeug zu testen, daraus ergaben sich aber keine Aufträge. Lediglich Norwegen bestellte 1931 ein Flugzeug mit Armstrong Siddeley Panther IIIA Triebwerk. Dieses Flugzeug wurde für Vergleichsflüge mit einer Hawker Fury verwendet. Als die schwedische Luftwaffe 1933 weitere sieben Flugzeuge anforderte, war die Firma Svenska Aero bereits von ASJA gekauft worden, welche nun die Auslieferung der Flugzeuge mit kleineren Änderungen am Leitwerk und der Windschutzscheibe übernahm.

## Versionen
- SA 11 Jaktfalken – Prototyp mit Armstrong Siddeley Jaguar Motor. Eine Maschine als J 5 an die schwedische Luftwaffe ausgeliefert.
- SA 14 Jaktfalken I – Mit modifiziertem Rumpf und Bristol Jupiter Triebwerk. Sieben Exemplare als J 6 an die schwedische Luftwaffe ausgeliefert.
- SA 14 Jaktfalken II – Mit erneut modifiziertem Rumpf und modifiziertem Fahrwerk sowie Jupiter VIIF Triebwerk. Drei Stück als J 6A an die schwedische Luftwaffe ausgeliefert.
- SA 14E Jaktfalken II – Ähnlich wie SA 14 Jaktfalken II, aber mit Armstrong Siddeley Panther IIIA Motor für Norwegen. Ein Flugzeug gebaut und ausgeliefert.
- SA 14 Jaktfalken II – gebaut von ASJA mit modifiziertem Leitwerk und modifizierter Windschutzscheibe. Sieben Stück wurden als J 6B an die schwedische Luftwaffe ausgeliefert.

## Einsatzgeschichte

### Einsatz in Finnland
Schweden übergab 1939 den Finnischen Luftstreitkräften drei Jaktfalken, (zwei J 6B und eine J 6A). Dieses waren die ältesten Flugzeuge dieses Typs in schwedischem Bestand und es war üblich, die jeweils älteste Ausrüstung als Militärhilfe abzutreten. Diese Flugzeuge wurden auf dem Flugplatz bei Kauhava für Schulungszwecke eingesetzt, bis sie schließlich 1945 verschrottet wurden.

### Einsatz in Schweden
Nach dem Kauf eines Svenska Aero Jaktfalken J 5 im Jahr 1930 entschied die schwedische Luftfahrtbehörde, den Bristol Jupiter als Standardmotor einzusetzen.
Zwei weitere J 5 waren bereits bestellt, aber noch nicht fertiggestellt. Carl Clemens Bücker war nun gezwungen, das Flugzeug vorne bis zum Brandschott hinter dem Motor neu zu konstruieren um das neue Triebwerk unterzubringen. Das so modifizierte Flugzeug wurde als J 6 bezeichnet.
Um die Kosten zu senken und die Produktion zu rationalisieren, brauchte Svenska Aero mehr Bestellungen. Die Luftfahrtbehörde flygstyrelsen schlug daher vor, dass die Luftwaffe weitere vier Flugzeuge kaufen sollte.
Der Erstflug der J 6 erfolgte 1930. Dabei traten starke Vibrationen im Heckbereich auf. Daraufhin wurde das Flugzeug zur CFV gebracht wo man versuchte, die Vibrationen durch konstruktive Maßnahmen zu beseitigen. Obwohl das nicht gelang, wurde das Flugzeug für die Verwendung bei der Luftwaffe freigegeben.
Das dritte Flugzeug war im Herbst 1930 fertiggestellt. Dieses Flugzeug wies ebenfalls starke Vibrationen auf. Es stürzte beim ersten Versuchsflug ab, wobei der Testpilot Einar Lundborg getötet wurde. Einar Lundborg galt in Schweden als Nationalheld, seit er 1928 den italienischen Polarforscher Umberto Nobile nach einem Unfall mit dessen Luftschiff nördlich von Spitzbergen rettete. Der Flugunfall von Lundborg führte daher auch zu großen Protesten gegen die Führung der schwedischen Luftwaffe. Zur Aufklärung der Unfallursache wurde eine Untersuchungskommission eingerichtet. Zwei J 5 und fünf J 6 wurden der Luftwaffe übergeben.
Bücker änderte später den Flugzeugrumpf weiter ab, konstruierte ein neues Fahrwerk und verwendete eine Jupiter VIIF Triebwerk. Die Schwedische Luftwaffe bestellte drei dieser Flugzeuge, die die Bezeichnung J 6A erhielten. Sie wurden im Sommer 1932 ausgeliefert und auf der F 3 Malmslätt Luftwaffenbasis stationiert. Zwischen 1932 und 1934 wurden alle J 6 zur Basis F 1 verlegt und dort für Schulungen eingesetzt.
Im Mai 1933 wurden weitere sieben Flugzeuge bestellt. Bereits 1932 wurde Svenska Aero von AB Svenska Järnvägsverkstädernas Aeroplanavdelning (ASJA) aufgekauft. Dort wurde das Flugzeug nun weiter produziert. Das erste Flugzeug war im November 1934 fertiggestellt. Bis Juni 1935 waren alle sieben Flugzeuge ausgeliefert. Die schwedische Luftwaffe gab diesen Flugzeugen die Bezeichnung J 6B.
Als im Oktober 1938 alle Jagdflugzeuge von der F 1 Västerås Luftwaffenbasis zur Basis F 8 Barkarby verlegt wurden, befanden sich noch sieben J 6 bei der schwedischen Luftwaffe, die als Schulflugzeuge für Jagdpiloten verwendet wurden. Im Winterkrieg 1939–1940 wurden drei Flugzeuge an Finnland übergeben, die restlichen Flugzeuge wurden 1941 verschrottet.

## Betreiber
- Finnland
- Norwegen
- Schweden

## Technische Daten
| Kenngröße             | Daten (Jaktfalken II)                            |
| --------------------- | ------------------------------------------------ |
| Besatzung             | 1                                                |
| Länge                 | 7,50 m                                           |
| Spannweite            | 8,80 m (obere Tragfläche)                        |
| Höhe                  | 3,46 m                                           |
| Flügelfläche          | 21,8 m²                                          |
| Leermasse             | 946 kg                                           |
| maximale Startmasse   | 1470 kg                                          |
| Triebwerk             | ein Bristol Jupiter VIIF mit 388 kW (ca. 530 PS) |
| Höchstgeschwindigkeit | 310 km/h                                         |
| Reisegeschwindigkeit  | 260 km/h                                         |
| Gipfelhöhe            | 7800 m                                           |
| Bewaffnung            | 2× 8 × 63 mm Maschinengewehre                    |